# 가정간호사제
가정간호사제는 간호사가 가정으로 환자를 방문하여 1차 치료와 재활을 도와주는 의료제도이다. 대상은 거동이 불편한 만성질환자로서 중풍이나 말기 암환자, 교통사고 및 각종 안전사고에 의한 마비환자, 또 장기이식을 받은 사람 중 병원에 장기 입원이 곤란한 환자들이다. 가정간호사는 항상 주치의와 연락하여 환자의 건강 상태를 체크함으로써 응급 상황을 예방할 수 있다. 또 가족에게는 환자가 사망한 후의 대처방법과 장례식장 이용 방법 등에 대해서도 지도해 준다. 이 제도는 환자 이송에 따르는 시간·돈 등 간접경비가 절약되고, 한 가정의 삶의 질이 높아진다는 점에서 '전인간호'라 할 수 있다. 가정간호를 받는 방법은 왕복 60분을 넘지 않는 곳의 가정간호과를 운영하는 병원에 신청해야 한다.

## 취지
병원과 계약된 환자의 요청이나 정기적인 방문을 통해 환자의 상태를 체크하고 간단한 터치와 투약 행위를 하는 일이다. 아주 가벼운 질병이거나 대수롭지 않은 증세나 만성적인 질병의 경우 치료를 집에서 함으로써 의료 자원의 효율을 높이는 데 근본 취지가 있다. 전국민의료보험시대를 맞은 대한민국에서는 보사부에 가정간호사를 전담하는 부서를 두고, 노인을 비롯 만성질환자·퇴원환자 등을 대상으로 가정간호사제도를 실시한다.